# 12053 Turtlestar
12053 Turtlestar è un asteroide della fascia principale. Scoperto nel 1997, presenta un'orbita caratterizzata da un semiasse maggiore pari a 2,3675883 UA e da un'eccentricità di 0,1413590, inclinata di 6,09302° rispetto all'eclittica.